# Nazarethkirche (Frankfurt-Eckenheim)
Die Nazarethkirche ist die Kirche des Kirchortes Eckenheim der evangelischen Hannagemeinde in Frankfurt am Main-Eckenheim und ein hessisches Kulturdenkmal. Die Gemeinde gehört der Evangelischen Kirche in Hessen und Nassau an. Kirche und Gemeinde sind seit dem 1. Dezember 1929 nach Nazareth in Galiläa benannt, dem Heimatort Jesu Christi.

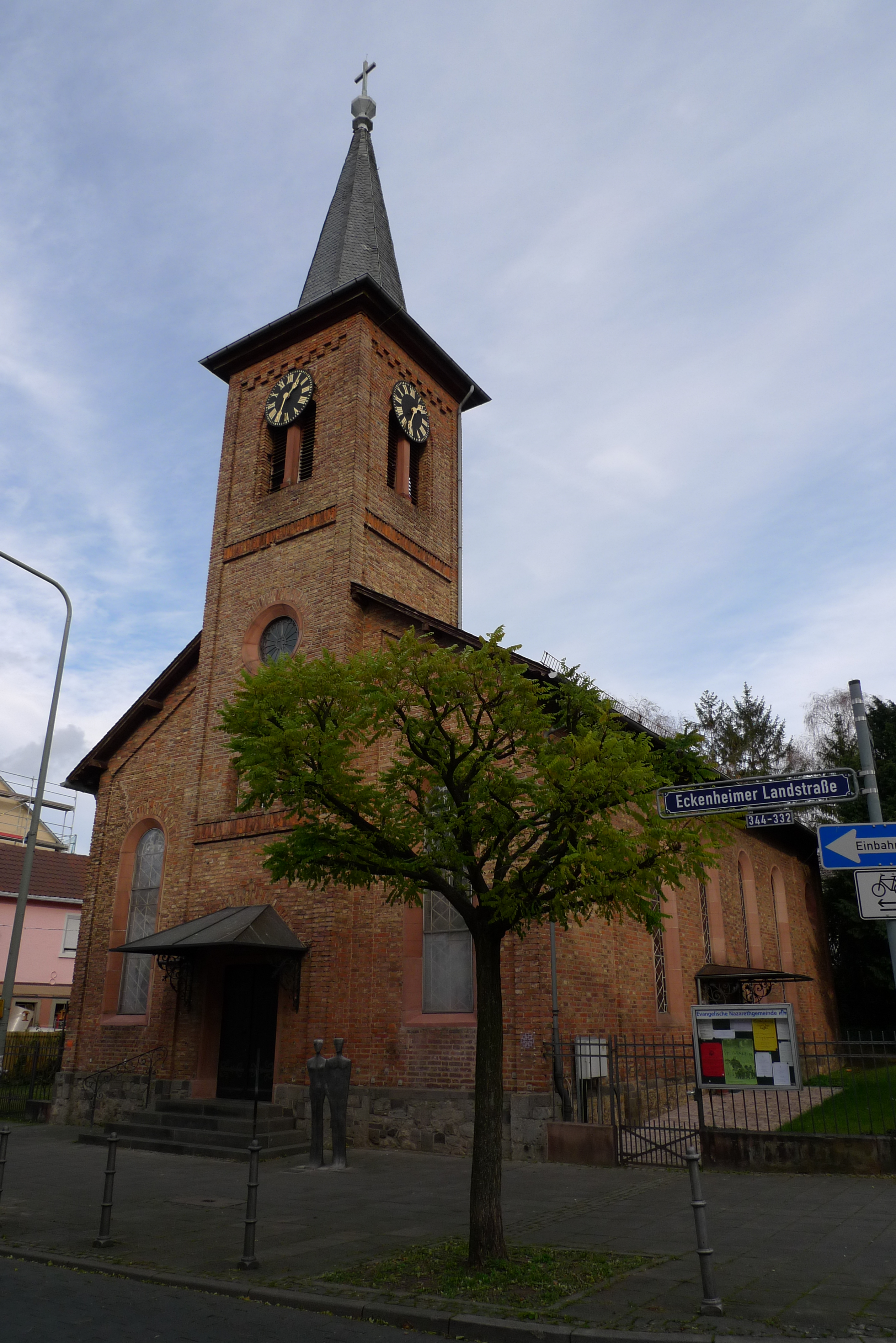
Nazarethkirche von Südwesten

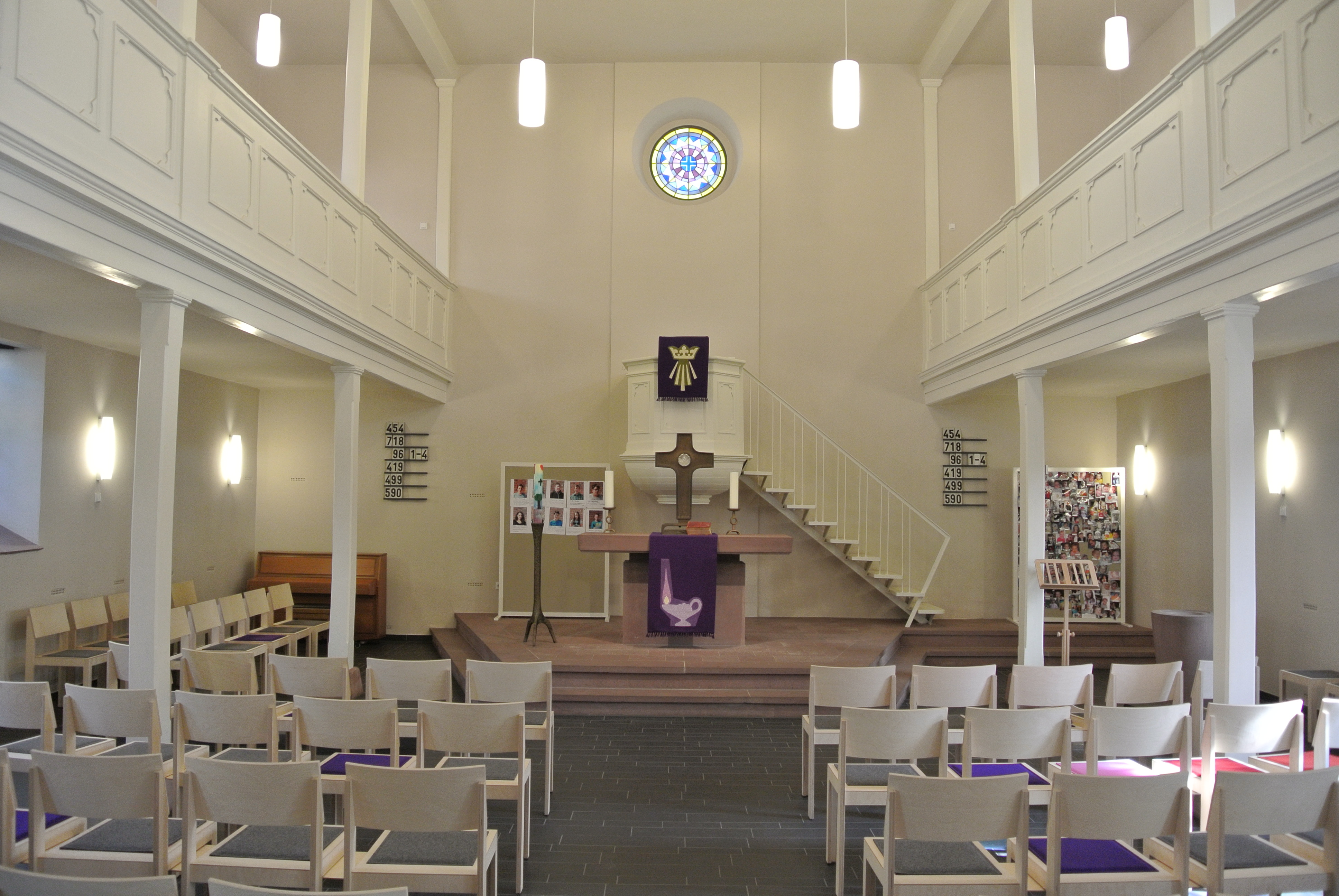
Innenraum

## Geschichte
Eckenheim gehörte im Mittelalter zunächst zum Amt Bornheimerberg. Seit dem Jahr 1252 hatte der Deutsche Orden das Kirchenpatronat. Im Jahr 1320 kam der Ort zur Grafschaft Hanau. Ab 1736 gehörte es zur Kurfürstentum Hessen und ab 1866 zu Preußen. Im Jahr 1910 wurde das Dorf nach Frankfurt am Main eingemeindet.
Kirchlich gehörte Eckenheim seit dem Mittelalter als Filialgemeinde zur Pfarrei Preungesheim. 1548 wurde erstmals ein lutherischer Pfarrer in Preungesheim erwähnt; damit hielt die Reformation auch in Eckenheim Einzug. Eine kleine hölzerne Kirche wurde 1634 im Dreißigjährigen Krieg niedergebrannt und erst 1682 am heutigen alten Friedhof wieder aufgebaut. Dennoch ging man sonntags in die Preungesheimer Kirche zum Gottesdienst und feierte nur an den zweiten Feiertagen der großen Kirchenfeste in der Eckenheimer Kirche. Sie musste 1841 als baufällig geschlossen werden. Anschließend fanden vorübergehend kirchliche Feiern im Schulgebäude statt.
1863 wurde die neue Kirche nach Plänen des Baumeisters Simon Ochs errichtet und am 15. November 1863 eingeweiht., doch blieb die Gemeinde noch bis 1895 pfarramtlich mit Preungesheim verbunden. Erst 1895 wurde eine eigene Pfarrstelle geschaffen. Zum 1. Januar 2025 schlossen sich die beiden evangelischen Kirchengemeinde Nazareth und Andreas zur Hannagemeinde zusammen.
Das Gotteshaus wurde 1890 renoviert und dabei das Innere mit Wandmalereien und Bibelworten künstlerisch ausgestaltet. Bei einer grundlegenden Renovierung im Jahr 1960 wurde der Innenraum weiß angelegt.

## Architektur
Die Nazarethkirche befindet sich am südlichen Rande des Ortskerns an der Einmündung der Barchfeldstraße in die Eckenheimer Landstraße. Die schlichte Saalkirche aus Backsteinmauerwerk hat eine Grundfläche von etwa zwanzig auf elf Meter. Das Satteldach und die Turmspitze sind mit Schiefer gedeckt. Die Außenwände bestehen aus rotbraunen Ziegeln und sind durch Lisenen gegliedert. Das Baumaterial wurde seinerzeit in einer örtlichen Ziegelei hergestellt. Der Fassadenturm tritt in der westlichen Giebelwand etwas hervor und wird von einer spitzen Haube bekrönt. Er markiert den Eingang.
Durch das Portal betritt man den hellen Innenraum. Wände, Decke und die dreiseitige Empore sind weiß angelegt. Einige Stufen führen zum Altar, auf dem ein Bronzekreuz mit Bergkristall und zwei Leuchter stehen. Die Kanzel ist mittig über dem Altar angeordnet. Die Orgel mit 21 Registern wurde 1963 von Orgelbau Eisenbarth gefertigt. Die Nazarethkirche verfügt über zwei Glocken aus dem Jahr 1950, die in a‘ (300 kg) und c‘ (500 kg) klingen. In beiden Weltkriegen wurden 1917 und 1942 mehrere Glocken beschlagnahmt.
Am benachbarten Gemeindehaus befindet sich ein Sgraffito von Hans Heinrich Adam. Auf dem von der historischen Einfriedung umgebenen Kirchhof erinnert ein Kriegerdenkmal an die Eckenheimer Gefallenen des Deutsch-Französischen Krieges 1870/71.